# サンストリート浜北
サンストリート浜北（サンストリートはまきた）は、静岡県浜松市浜名区平口にある商業施設である。

## 概要
浜松市浜北区（当時）の平口土地区画整理事業地内に2007年夏にオープンした。国道152号と静岡県道391号細江浜北線が交差する場所にある。
西友などが入居する棟はクローズドモール型で形成されており、周辺に建っている別棟と合わせてショッピングセンター全体でオープンモール型になっている。本棟の南側は西友、中程にフードコート、北側に専門店街とシネマコンプレックスのTOHOシネマズが入り、別棟の形でジェームス、コローレ、ネッツトヨタ静浜、コスモ石油がある。そのため、上記の別棟各店はいずれも「サンストリート浜北店（コスモ石油はSS）」と名乗っている。

### 運営
西友が建設し、不動産投資顧問会社であるアジア・パシフィック・ランド・ ジャパン・リミテッド (APL) 社に委託し同社のファンドに組み込まれ、同社が建物管理・運営を東京都江東区のサンストリート亀戸を運営していたタイムクリエイト社に再委託している。そのため、イベントなどの集客策などがサンストリート亀戸と同一、又はそれに準じている事が多く、先行SCのノウハウが活かされている。

## 沿革
- 2007年（平成19年）
  - 7月4日 - 西友とO・I・C（フードコート）先行オープン[1]
  - 7月26日 - グランドオープン（専門店街、温浴施設オープン）[要出典]
  - 8月10日 - TOHOシネマズオープン[要出典]
  - 11月23日 - コスモ石油オープン[要出典]
  - 11月29日 - ジェームスオープン[要出典]
- 2017年（平成29年）
  - 4月27日 - ホームセンターバローオープン

## 施設

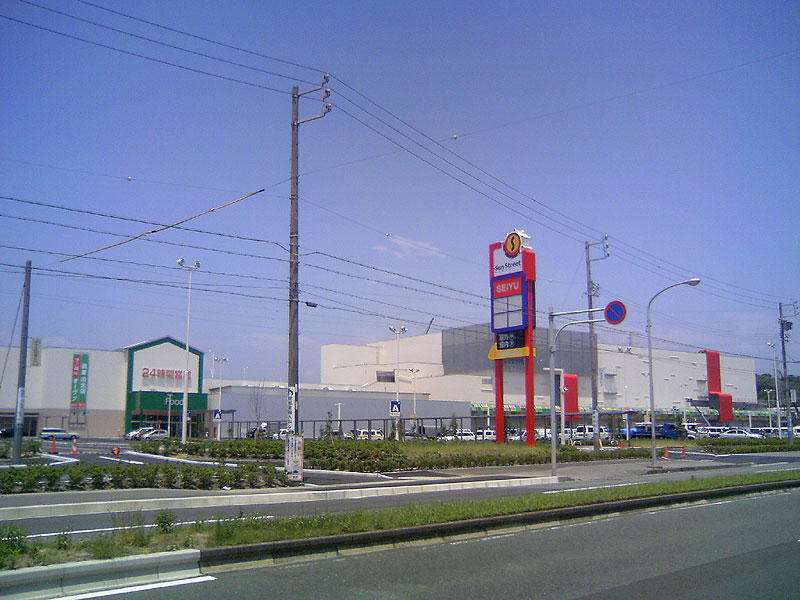
建物の北側（専門店街・シネコンなど）

### 主なテナント
出展テナントの詳細は公式サイトフロアガイドを参照。
- 西友浜北店（店舗面積約14,661m2[1]）
同社のスーパーセンター業態試験店舗で、ワンフロア店舗としては国内最大だった。2017年4月27日にバローとの複合店舗にリニューアルし、店舗ロゴを新ロゴに変更した。
  - ホームセンターバロー浜松浜北店
2017年4月27日に西友の住宅用品のスペースにオープンした。
- フードコート
  - O・I・C（おいしー） - 約12店舗
- 専門店街
  - 1階
    - 谷島屋書店
    - 薬石汗蒸房 風と月（天然温泉）
    - SHOO・LA・RU（ファッション、雑貨）[要出典] など約20店舗

  - 2階
    - ザ・ダイソー
    - 楽市楽座（アミューズメント） など約14店舗

  - 3階
    - TOHOシネマズサンストリート浜北（9スクリーン）
- 別棟
  - ジェームス（自動車・バイク用品）
  - コローレ（コミック&インターネットカフェ）
  - ネッツトヨタ静浜

### その他
- 駐車場 - 約2,500台収容
- オープンの際に放送されたCMの一部で使用された曲は奥華子の「太陽の下で」（3rdアルバム「恋手紙」に収録）で、本施設のイメージソングという位置付けになっている。

## TOHOシネマズサンストリート浜北
9スクリーン／1,941席（車椅子18席）を有するTOHOシネマズの運営によるシネマコンプレックス。2007年8月10日開館。
オープニングイメージキャラクターは、浜松市に隣接する磐田市出身の長澤まさみが務めた。
| No. | 座席数 | 座席数 | サイズ(m) | サイズ(m) | 備考 |
| No. | 通常   | 車椅子 | 縦        | 横        | 備考 |
| --- | ------ | ------ | --------- | --------- | ---- |
| 1   | 415    | 2      | 7.2       | 17.4      |      |
| 2   | 313    | 2      | 6.8       | 16.3      |      |
| 3   | 182    | 2      | 4.9       | 11.9      |      |
| 4   | 135    | 2      | 3.6       | 8.6       |      |
| 5   | 125    | 2      | 3.4       | 8.1       |      |
| 6   | 265    | 2      | 5.6       | 13.5      |      |
| 7   | 234    | 2      | 5.7       | 13.6      |      |
| 8   | 172    | 2      | 4.0       | 9.6       |      |
| 9   | 100    | 2      | 3.4       | 8.1       |      |

## 交通手段

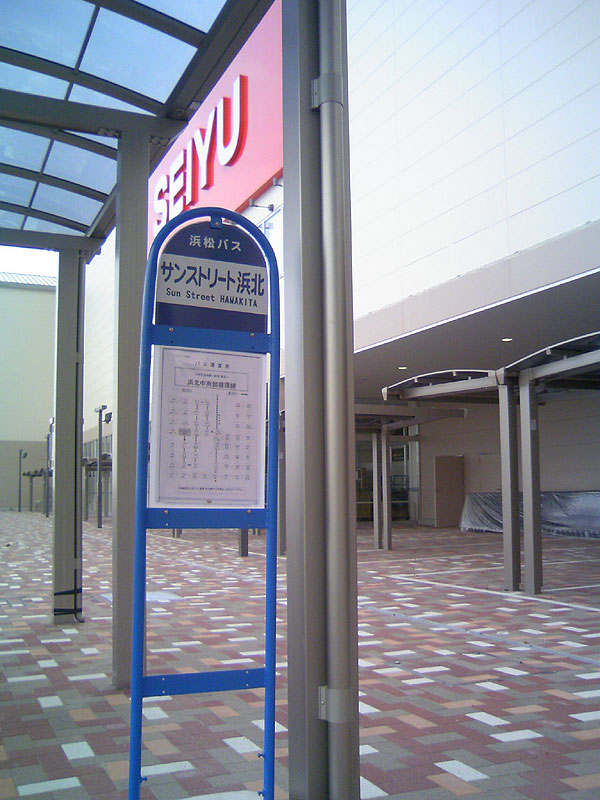
浜松バスのバス停

- 浜北駅から西方へ徒歩25分
- 上島駅から遠鉄バス内野台線で約25分